# Ewiger Jude (Gedichte)
Die Sage vom Ewigen Juden hat im Verlauf der Zeit zahlreiche lyrische Verarbeitungen erfahren, die im Folgenden näher hinsichtlich ihres Inhalts und ihrer Deutung vorgestellt werden. Berücksichtigung finden Ahasver-Werke deutscher Sprache, die nach der ersten Verarbeitung des Sagen-Stoffes durch Johann Wolfgang von Goethe im Jahre 1774 entstanden sind.

## 1.Die Warnung– August Wilhelm Schlegel (1801)
Die Warnung ist eine Romanze von August Wilhelm Schlegel aus dem Jahr 1801. Sie behandelt in Form eines Zeugenberichts das Aufeinandertreffen des Ewigen Juden Ahasverus mit zwei sündhaften Jugendlichen, denen er ihr gottloses Leben vor Augen führt. Das Gedicht umfasst insgesamt 22 Strophen zu je sieben Versen und besitzt das Reimschema ababccd, wobei der siebte Vers in der Regel eine Kernaussage der vorherigen Strophe beinhaltet.

### Inhalt
Vor einer Schenke auf einer Bank sitzen zwei Jugendliche und amüsieren sich köstlich über den christlichen Glauben. Zu ihnen gesellt sich ein alter Wanderer, über den sich die beiden ebenfalls belustigen. Wie „zwey wilde, rohe Buben“ betrinken sich beide in der Gastwirtschaft und zeigen sich als sündige Gestalten, die sich sowohl gewaltbereit, maßlos wie auch blasphemisch geben. Sie prahlen gar damit, öffentlich ein Marienbild beschmiert und ein Abbild Jesu geschändet zu haben. Außerdem haben sie die Nachbarskatze getötet.
Der Alte hört sich stillschweigend die Prahlereien und Gehässigkeiten der beiden Jungen an, bis diese ihn schließlich bemerken und verjagen. Um beide wieder auf den Weg der Tugend zu führen, gibt sich der mysteriöse Alte als Ewiger Jude Ahasverus zu erkennen und erzählt ihnen von seiner Anwesenheit bei der Kreuzigung Jesu. Er macht beide darauf aufmerksam, dass sie nicht derartige Gotteslästerung betreiben würden, hätten sie mit eigenen Augen das Leiden Christi auf seinem Kreuzweg mit angesehen:
„Ich weiß gewiß, ihr spräch't nicht so,/ Wär`t ihr einst mitgegangen;/ Ihr hättet nicht, der Qualen froh,/ Am Kreuz ihn sehen hangen/ Wie aus bittern Wunden quoll,/ Aller Lieb' und Erbarmung voll/ Sein heilig göttliches Leben“
Auf das Interesse der Jugendlichen an seiner Person hin, erzählt der Ewige Jude seine Geschichte wie sie sich auch in der Kurzen Beschreibung von 1602 finden lässt. Schließlich erscheint auf der Stirn des Ewigen Wanderers ein brennendes Kreuz und die beiden Jugendlichen verfallen bei dessen Anblick fast dem Wahnsinn. Nachdem Ahasver weitergezogen ist, kommentiert die letzte Strophe des Gedichts die späte Reue der Jungen:
„Zu spät zerknirrscht sie's und gereut's/ Gott läßt mit sich nicht scherzen;/ Es brennt das feurig blut'ge Kreuz/ In den lieblosen Herzen“.

### Deutung
Schlegel bedient sich in seiner Romanze dem seit dem 18. Jahrhundert in der Volkssage bekanntem Muster der Ahasver-Sagen, in denen der Ewige Jude als mehr oder weniger dämonische Gestalt auf vermeintlich Normalsterbliche trifft. Es handelt sich daher bei diesem Gedicht um die erste, bislang bekannte literarische Adaption dieser eigentlich aus der Mündlichkeit entstammenden Erzähltradition in Deutschland. Als Besonderheit fügt Schlegel dem Ewigen Juden in seiner Romanze Züge des spanischen Vorbilds Juan Espera en Dios ein, der im Gegensatz zur eigentlichen Ahasver-Gestalt das Feuermal des Kreuzes auf seiner Stirn trägt.

## 2.Der ewige Jude– Aloys Wilhelm Schreiber (1817)
Der ewige Jude ist ein Gedicht des Badener Schriftstellers und Hofhistorikers Aloys Wilhelm Schreiber aus dem Jahr 1817. Es besteht aus 15 Strophen zu je fünf Versen und verfolgt ein an das Limerick angelehntes Reimschema. Zentrales Thema des Gedichts ist die Todessehnsucht des Ewigen Juden Ahasverus, der sich – von Einsamkeit und Angst getrieben – seinen baldigen Tod herbeiwünscht.

### Inhalt
Aus einem unbekannten Gebirge heraus wankt ein erschöpfter alter Mann hervor, der mit seinem Wanderstab scheinbar gehetzt durch das Gelände getrieben wird. Es handelt sich um den Ewigen Juden, der sich auf seiner fluchbelasteten Wanderschaft befindet.
Von den Toten aus den Gräbern verhöhnt, zieht es den Ewigen Juden direkt in ein Gewitter hinein, dessen Blitzschlag jedoch wirkungslos bleibt. An einem kleinen Fluss vermag er nicht zu rasten, eine Blume nicht zu pflücken, um dessen Duft zu genießen. An einem Kruzifix unter einer Zwillingseiche vorbeikommend, kniet der Gepeinigte nieder und betet zu Jesus, ihn endlich von seinem Leid zu erlösen.
Schließlich erscheint der Heiland und erbarmt sich Ahasvers verfluchter Seele. Er erlöst ihn von seinem Fluch und der Ewige Jude stirbt kniend vor dem Kreuz.

### Deutung
Gemäß den Ausführungen Helbigs steht bei Schreiber Ahasvers Zwang zur Entsagung von Genüssen des Lebens im Vordergrund. Der Ewige Jude vermag nicht, sich am Verlauf eines Baches niederzusetzen oder den Duft einer Blume zu genießen. Stattdessen wird sein unsterbliches Leben von Angst und Einsamkeit dominiert.
Anders als in Schubarts Lyrischer Rhapsodie ist es letztlich allerdings nur der ehrliche Glaube, der Schreibers Ahasver-Figur fehlt, um sterben zu dürfen.

## 3. Auf Golgatha –August Graf von Platen (1820)
Auf Golgatha ist ein Gedicht des aus Ansbach stammenden Dichters Graf August von Platen aus dem 1820, das unter anderem in den Gesammelten Werken des Dichters aus dem Jahre 1847 enthalten ist. Das Gedicht ist ein Rollengedicht und besteht aus insgesamt 21 Strophen zu je vier Versen. Im Gedicht trifft ein alter Greis, der den wandernden Juden Ahasver verkörpert auf einen einsamen Wanderer – genannt Pilgrim.

### Inhalt
Ein stark religiös geprägter Pilger sinkt an einer heiligen Stätte nieder und betet. Zu ihm gesellt sich ein alter Greis, der das Ende seiner Jugend und seine Vergangenheit beweint. Der Greis begrüßt den Pilger als „Freund“ und klagt ihm den Wunsch, nach langem Leben endlich sterben zu dürfen. Der christliche Pilger ist sich dessen sicher und spendet dem Alten, der „wohl neunzig Winter (…) schwinden [sah]“ Trost und Hoffnung. Auf die Bemerkung des Greises hin, dass er bereits mehr als ein Jahrtausend alt sei, erschaudert der Pilger zunächst und weicht in Ehrfurcht zurück. Nun gibt sich der Alte als Ewiger Jude Ahasver zu erkennen, was den Pilger zu einer Belehrung veranlasst, der Ahasvers göttliche Strafe als gerechtfertigt ansieht und für das gesamte jüdische Volk als zutreffend bezeichnet:
„Streng ist eure Buße, Deine, deines Volkes/ Doch wie lange schleppen/ Wirst du diese Glieder?“
Nach dieser zunächst deutlichen Vorhaltung, bringt der Ewige Jude den Pilger jedoch durch seinen Verweis auf den ebenfalls im Gang befindlichen Sitten- und Glaubensverfall des Christentums ins Grübeln. Beide erkennen schließlich im jeweiligen Schicksal des Anderen den einzigen Weg auf Erlösung – den unbedingten Glauben an Gott. So vernimmt Ahasver plötzlich aus dem Himmel einen „Siegesweltenhymnus“, beide bedanken sich gegenseitig bei dem jeweils Anderen für die tiefgreifende Erkenntnis von der Herrlichkeit Gottes und beten gemeinsam.

### Deutung
Das zunächst als Antithese konzipierte Gedicht, das in seinen Sprechern die zunächst unvereinbar erscheinenden Positionen von Christentum und Judentum verkörpert, wird schließlich durch das gemeinsame Gebet aufgelöst. Die Struktur des Rollengedichts, welche den Text von Platens besonders von anderen Ahasver-Werken unterscheidet, nimmt so den Dialog zum zentralen Element, um die Konversion des Ewigen Juden zu bewirken.

## 4.Der ewige Jude(inReiselieder) – Wilhelm Müller (1823)
Das 1823 verfasste und unter anderem in einer Miniatur-Ausgabe von 1850 abgedruckte Gedicht Der ewige Jude von Wilhelm Müller behandelt die soziale und weltliche Isolation des Ewigen Juden Ahasverus in Gestalt eines lyrischen Ichs vor dem Hintergrund seiner ewigen Einsamkeit. Das Gedicht setzt sich aus insgesamt elf Strophen zu je vier Versen zusammen und wurde im Paarreim verfasst.

### Inhalt
Auf seinen Wanderungen wird dem lyrischen Ich seine Abgeschiedenheit von der (belebten) Welt immer wieder vor Augen geführt: Das wärmende Sonnenlicht oder den erfrischenden Nebeltau auf der Haut zu spüren ist ihm ebenso unmöglich, wie die Gesellschaft der Tiere und Pflanzen zu genießen. Die Ausgrenzung von der Welt steht dabei in starkem Kontrast mit dem leidenschaftlichen Gefühl, das es eigentlich für alles empfindet, was es umgibt. Während Adler, Delphin und Wasserfall im Erreichen ihres Horstes, einer Bucht oder des Meeres ein Ziel verfolgen, verläuft das Leben des lyrischen Ichs ziellos und monoton. Selbst die Wolken würden schließlich im Regen ihren verdienten, gesegneten Tod finden. Schließlich bittet das lyrische Ich die Hörer seines Klageliedes darum, für seine Möglichkeit auf Ruhe und Tod zu beten.

### Deutung
Anders als in anderen Gedichten übernimmt hier ein lyrisches Ich die Klage über das Leid des Ewigen Juden. Helbig betont das „tief elegisch[e] Bild der Öde und des Verlassenseins“, welches den Text von anderen Gedichten über den Ewigen Juden unterscheide. Eine „die Seele durchschauernde Melancholie“ sei in dem Gedicht allgegenwärtig. Die besondere Emotionalität, die das Gedicht Müllers auszeichnet, findet sich innerhalb der verschiedenen Gedichte über den Ewigen Juden äußerst selten.

## 5.Die beiden Ahasvere– Johann Gabriel Seidl (1826)
Die beiden Ahasvere ist ein Gedicht des österreichischen Dichters Johann Gabriel Seidl aus dem Jahr 1826. Das Gedicht ist in 19 Strophen zu je vier Versen organisiert und folgt dem Prinzip des Paarreims. Seidls Gedicht ist eines der ersten Dichtungen, die die traditionell aus der mündlich überlieferten Sage tradierte Figur des Ewigen Juden im Sinne der Kurzen Beschreibung mit einem zweiten Ahasver – also einer Nachfolgefigur, die sich als Ewiger Jude ausgibt – kontrastiert. Seidls Gedicht ist der Weltschmerz-Literatur zuzuordnen.

### Inhalt
In einer kleinen Taverne treffen sich drei unbekannte Gäste zu einem Trinkgelage. Als besonderen Trinkgefährten haben sie sich „einen hag'ren Juden, in absonderlicher Tracht“ mitgebracht. Die drei Trinkenden fordern den Juden auf, ihnen einen Schwank aus alter Zeit zu erzählen, da sie vermuten, es handele sich bei ihm um den legendären Ahasver. Als dieser entgegnet, er sei tatsächlich der verfluchte Jude, wird er von den Gästen der Schenke ausgelacht. Als der mysteriöse Gast nochmals auf seine dunkle Vergangenheit zu sprechen kommt, bekommen es die ersten Gäste jedoch mit der Angst zu tun.
Der vermeintliche Ewige Jude jedoch beschwichtigt die Umstehenden – er werde ihnen nichts antun, sollten sie bereit sein, sich von Gott loszusagen und sich weiterzuentwickeln. Schließlich bezeichnet er alle Umstehenden als Abkömmlinge seiner selbst: „Wollt ihr warten, bis sich's bessert? Seht an mir, was warten frommt!/ Ahasvere seid ihr Alle; wartet bis der Heiland kommt!/ Löst ihr euren Fluch nicht selber, Niemand löset euren Fluch,/ Und in lächerlicher Demuth webt ihr euer Leichentuch“.
Der vermeintliche Ewige Jude hält eine flammende Rede gegen die Unterdrückung der Menschen durch das Christentum und beschwört die Freiheit des Menschen. Nach der Beendigung seiner Klage bricht der Unbekannte plötzlich zusammen und eine zweite Gestalt erhebt sich aus einer Ecke der Taverne aus seinem Sitz – es ist der wahre Ahasver: „Um die hag'ren Lenden fließet ihm ein faltiger Talar,/ Erdenfahl sind seine Wangen, silberweiß sind Bart und Haar,/ Hoch die Stirn und tief die Augen, überwölbt von dichten Brau'n/ Und sein Leib, obwohl verwittert, dennoch kräftig, fast zum Grauen.“
Schließlich ermahnt der wahre Ahasver die Tavernenbesucher, nicht auf das Weltschmerzgefühl seines Vorredners zu hören und sich auf den wahren Grund seines Fluches – nämlich die Lästerung gegen Gott und den Heiland – zu besinnen. Daraufhin verlässt der wahre Ewige Jude die Schenke, sein Vorredner wird von den zechenden Gästen unsanft hinausgeworfen.

### Deutung
Die 19 Strophen von Seidls Gedicht stellen in erster Linie eine kritische Reflexion der Weltschmerzliteratur rund um den Ewigen Juden dar. Es wird kritisiert, dass die Ausrichtung der Menschen auf das Weltliche zu einer übermäßigen Säkularisierung führe und so der Blick für die wahren Werte des Christentums – nämlich Gottesfurcht, Bescheidenheit und Nächstenliebe – verloren gehe. Problematisiert wird laut Appel (2022) jedoch auch die zunehmende „Problematik im Hinblick auf die eine mögliche Unterscheidbarkeit zwischen einem echten Ahasver und seinen 'Abkömmlingen'“. Zwar wird der erste Ahasver durch den wahren Ewigen Juden als „betrogener Betrüger“ entlarvt, die Gestaltung einer zweiten, vermeintlich echten Ahasver-Figur leiste jedoch der pluralistischen Sichtweise auf die Figur des Ewigen Juden durchaus Vorschub.

## 6.Der ewige Jude– Gustav Pfizer (1830)
Der ewige Jude ist ein Gedicht des schwäbischen Dichters und Redakteurs Gustav Pfizer, das 1830 erstmals in der von im redaktionell begleiteten Zeitschrift Morgenblatt für gebildete Stände erschien. Als Veröffentlichungsdatum lässt sich der 9. März 1830 festhalten. Das Gedicht umfasst insgesamt 18 Strophen zu je acht Versen und wurde im Kreuzreim verfasst. Als eines der ersten Gedichte, die sich mit der Figur des Ewigen Juden beschäftigen, greift Gustav Pfizer dabei die prinzipiell antijüdische Vorstellung von den Juden als eigenständige Volksgruppe auf.

### Inhalt
Ein lyrisches Ich, das den Ewigen Juden repräsentiert, sinniert über den Lauf der Zeit und metaphorisiert diesen als Fluss, der nicht in der Lage sei, es mitzureißen. Es fühlt sich selbst auf einem hohen Berg stehend, unerreichbar für die Fluten, die unter ihm toben. Das lyrische Ich erkennt, dass der eigene Todestag noch sehr weit in der Zukunft liegt, ist jedoch trotzdem frohen Mutes, dass auch das eigene Leben irgendwann ein Ende finden wird. Plötzlich ertönt eine Stimme aus den Tiefen empor, die verdeutlicht, dass der Ewige Jude seinen Fluch nicht vergessen solle und noch weiter auf Erden zu wandeln habe:
„Die Wellen, welche abwärts floßen,/ Beherrscht des ew'gen Kreises Pflicht,/ Und den, den Gottes Mund verstoßen,/ Berühren seine Engel nicht“
Auf diese Worte hin, beginnt das lyrische Ich zu verzweifeln und erkennt, dass es niemals von seinem Fluch der Unsterblichkeit befreit zu werden scheint. Es beginnt, sein eigenes, persönliches Leid auf eine höhere Ebene zu übertragen – nämlich das Leid seines jüdischen Volkes:
„Wie aus der Brust hinausgehalten/ Und dienend einem fremden Wahn,/ Sieht es verkümmerte Gestalten/ Mit einem Rest von Mitleid an./ Und wer sie sind, um welche Trauer/ Die lang erstarrte Brust erweicht,/ Und mich ein übermächt'ger Schauer,/ Als schaute ich mein Bild, beschleicht? –/ Sie sind von meines Volkes Stamme,/ An Einer Fahne haltend treu;/ Das Elend ist auch ihre Amme,/ Auch ihre Zeit ist längst vorbei!“
Obwohl das lyrische Ich Mitleid für sein Volk empfindet, ist es zugleich voller Neid auf dessen einzelne Mitglieder, da diese zumindest in der Lage seien, ihre schicksalhaften Qualen von Generation zu Generation weiterzugeben und auf diese Weise zwischen der Sehnsucht nach Leben und nach Tod zu wechseln. Erneut blickt das lyrische Ich auf den Fluss der Zeit hinab und schließlich in den Himmel empor, hoffend auf die eigene Erlösung im Tod durch die Erlösung seines Volkes vom Zustand der Qual.

### Deutung
Werner Zirus betont den starken Nationalismus-Gedanken, der im Gedicht Pfizers omnipräsent sei. Pfizers lyrisches Ich trennt zwischen seinem einzelnen, individuellen Schicksal und dem Los seines Volkes, sieht dieses aber als überholt und eigentlich der Zeit nicht mehr zugehörig an. Die Juden, die Pfizers lyrisches Ich als „Grabruinen“ inmitten der aufstrebenden Nationen betrachtet, seien somit als Volksgruppe nicht gleichwertig zu betrachten. So klingen in Pfizers Gedicht unterschwellig nationalistische Töne an, die eindeutig auf die Vorstellungen von den Juden als 'Volk' statt als Religionsgemeinschaft rekurrieren.

## 7.Der neue Ahasverus– Adelbert von Chamisso (1832)
Der neue Ahasverus ist ein 1832 von dem Naturforscher und Dichter Adelbert von Chamisso verfasstes Gedicht. Das Werk lässt sich einerseits der Weltschmerzliteratur über den Ewigen Juden zuordnen, fungiert zugleich jedoch auch als erster Vorläufer für eine an den Vorstellungen einer Neuen-Ahasver-Gestalt orientierten Geistesauffassung. Zugleich ist es eines der wenigen Gedichte über den Ewigen Juden, welches das Thema Liebe als zentrales Motiv aufweist.

### Inhalt
Ein lyrisches Ich erinnert sich an eine vergangene Liebe, die bereits seit der eigenen Kindheit besteht, von der Angebeteten inzwischen jedoch vergessen wurde. Insbesondere der Gedanke daran, dass die gemeinsame Vergangenheit von der Angebetenen vergessen wurde, schmerzt das lyrische Ich zutiefst. Es berichtet von der Kenntnis einer Sage, nach der der Ewige Jude Ahasverus auf seinen Wanderungen bis zum Jüngsten Tag ebenso verflucht sei wie das lyrische Ich im Angesicht seiner unerwiderten Liebe. Wie Ahasver fühlt das lyrische Ich den Weltschmerz, von der Qual seiner Liebe nicht erlöst werden zu können und erweitert diese Vorstellungen bis hin zur Unendlichkeit:
„Rastlos, müden Fußes wallt er,/ Läßt die Weltgeschicke fluthen,/ Menschenalter ihm Minuten,/ Und Minuten Menschenalter,/ Stehen still vor ihm die Zeiten,/ Bleibt in ihm sein Herz, das/ alte,/ Drin der alte Schmerz gebannt“
Das lyrische Ich sieht in Ahasvers Bestreben hinsichtlich der Rückkehr nach Jerusalem schließlich eine Allegorie für sein eigenes Warten auf die Erfüllung seiner Liebe. Wie Ahasver sei es „Sohn der Schmerzen“ und deshalb diesem ruhelosen Wanderer anverwandt. Schließlich verschmelzen Ahasver und das lyrische Ich miteinander und Jerusalem (Salem) wird zur Geliebten, die sowohl Jerusalem als Ort wie auch die Angebetete gleichsam verkörpert.

### Deutung
Frühere Deutungen des siebenstrophigen Gedichts, etwa von Johann Prost, werten es in erster Linie als Liebesgedicht Chamissos, welches sich an die französische Hauslehrerin Cérès Duvernay gerichtet habe. Spätere Interpretationen etwa von Mona Körte werten das Gedicht als eine der ersten literarischen Werke, in denen sich eine Figur selbst zunehmenderweise mit dem Ewigen Juden identifiziert und schließlich selbst mit ihm verschmilzt. Bereits vor der Veröffentlichung des Romans Der neue Ahasver von Fritz Mauthner, klinge in Form eines Liebesgedichts hier schon die Selbstcharakterisierung späterer literarischer Figuren und Literaten als Ewiger Jude an.

## 8.Ahasver, der Ewige Jude(inHaidebilder) – Nikolaus Lenau (1833)
Ahasver, der ewige Jude ist ein Natur-Gedicht von Nikolaus Lenau aus dem Jahre 1833. Es thematisiert in Form eines Zeugenberichts die Ankunft des Ewigen Juden Ahasverus in einer Dorfgemeinschaft von Hirten, in der ein junges Mitglied der Gemeinschaft verstorben ist.

### Inhalt
Das Gedicht beginnt mit der Darstellung einer romantischen aber auch vergleichsweise kargen Landschaft, die ein abgeschlossenes Wäldchen und eine Wiese umfasst. Abgeschottet von der Außenwelt der Stadt hat eine Gruppe von Hirten sich dort eine kleine Siedlung errichtet. Diese wirkt auf den ersten Blick sehr idyllisch. Jedoch hat die Gemeinschaft den Verlust eines jungen Mannes zu beklagen, der in der Blüte seines Lebens plötzlich verstorben ist. Während die Hirten um den jungen Menschen trauern, erreicht der Ewige Jude den Ort des Geschehens. Den Leib des Toten musternd, verfällt er in ein lautes Wehklagen über sein eigenes Schicksal als unsterblich Verfluchter.
„Oh süßer Schlaf! o, süßer Todesschlaf!/ Könnt' ich mich rastend in die Grube schmiegen!/ Könnt' ich, wie der in deinen Armen liegen,/ Den schon so früh dein milder Segen traf!/ Den Staub nicht schütteln nicht mehr vom müden Fuße!/ Wie tiefbehaglich ist die Todesmuße!/ Das Auge festverschlossen, ohne Thränen;/ Die Brust so still, so flach und ohne Sehnen;“
Nachdem der Ewige Jude seine Klage beendet hat, beginnen die umstehenden Hirten den Verstorbenen in einen Sarg zu legen. Da dieser ein Kruzifix mit einem Abbild von Jesus trägt, wird Ahasver so schmerzlich an die Herkunft seines Fluches erinnert, dass er in ein erneutes Wehklagen ausbricht und den Umstehenden davon berichtet, mithilfe wie vieler Möglichkeiten er bereits versucht habe, zu sterben. Verbittert zieht der Ewige Jude letztlich rastlos weiter, während die zurückbleibenden Hirten in Angst verharren und sich bekreuzigen.

### Deutung
Gemäß der Forschung Kassners entstand das Gedicht im Frühjahr 1833 während Lenaus Aufenthalt in Amerika. Offensichtlich erscheint die Nähe des Gedichts zu Christian Friedrich Daniel Schubarts Lyrischer Rhapsodie. Wie auch Schubart betont Lenau in seinem Gedicht zentrale Motive der romantischen Ahasver-Figur wie die Todessehnsucht sowie die Kern-Mythologeme der Wanderschaft und Ruhelosigkeit. Ganz im Stil der mündlich überlieferten Ahasver-Sagen des 18. Jahrhunderts erscheint der Ewige Jude hier als dämonische und unheimliche Gestalt, die mit Menschen aus einfachen Verhältnissen in Kontakt tritt.

## 9.Der alte und neue Ahasver– Ludwig Wihl (1843)
Der alte und neue Ahasver ist ein Gedicht des Altphilologen und Publizisten Ludwig Wihl aus dem Jahre 1843. Das Gedicht findet sich ausschließlich in der 45. Nummer des 7. Jahrgangs der Allgemeinen Zeitung des Judentums und behandelt als eines der ersten deutschsprachigen Gedichte über den Ewigen Juden seine Transformation im Zuge der gesellschaftspolitischen Umwälzungen des 19. Jahrhunderts.

### Inhalt
Auf seinen Wanderungen taucht der Ewige Jude an einem Ständehaus nahe des Rheins auf, um dort einen Moment zu rasten. Sein Erscheinungsbild ist inzwischen nicht mehr zeitgemäß, sein Wanderstab, der schneebedeckte Bart und sein tief verfurchtes Gesicht lassen ihn wie einen Menschen aus vergangenen Erdzeitaltern erscheinen. Von draußen lauscht Ahasver einer im Saal befindlichen Menschenmenge und klagt über sein Schicksal, das er mit der Hetzjagd auf einen Hirschen vergleicht. Doch wie auch jede Treibjagd schließlich im Erlegen des Wildes ihr Ende findet, so hofft auch Ahasver auf seine letztliche Erlösung durch den Tod:
„Der Hirsch, vom Jäger aufgehetzt/ Wird auf der Flucht erlegt zuletzt,/ Wenn er vom Ufer in die Fluthen springt,/ Und matt und blutgeröthet niedersinkt;/ Ich bin ein Wild, gehetzt, geplagt,/ In alle Welt herumgejagt/ (...) Jetzt aber dünkt mir die Stunde nah,/ Die ich von Gott gehofft, Hallelujah!“
Aus dem Saal kann Ahasver einen plötzlichen Tumult vernehmen, der die Gleichheit aller Menschen thematisiert. Diese vermeintliche Erklärung der Menschenrechte deutet Ahasver schließlich auch als Erlösung seiner eigenen Person, da er sich der neu anbrechenden Zeit nicht mehr zugehörig fühlt. Schließlich bricht er tot zusammen, wird jedoch durch Jehova als ein Neuer Ahasver wieder zum Leben erweckt. Dieser hat den alten Bart, den Wanderstab und sein altes Buch abgelegt und ist dadurch den Menschen wieder zugehörig geworden:
„Er ersteht, und ist verjüngt, verklärt/ (...) Sein Stab, eine Palme dürr und alt,/ Nimmt an eine junge Gestalt;/ Sein Buch, das sonst ein Mährchentraum,/ Litt gleiche Handlung mit dem Baum,/ Es ward ein Buch der Wirklichkeit,/ Er selbst ein Sohn lebendiger Zeit.“

### Deutung
Das im Paarreim verfasste, strophenlose Gedicht Wihls thematisiert mit als eines der ersten literarischen Werke über den Ewigen Juden den gesellschaftspolitisch bedingten Wandel der Figur weg von der Darstellung eines einzelnen aus der Zeit der Kreuzigung Christi stammenden alten Mannes mit einem an die Kurze Beschreibung angelehnten Aussehen hin zu einer auf der Grundlage der Reformen Hardenbergs verbürgerlichten jüdischen Gestalt. Die durch den Vormärz bestimmten reformorientierten Bestrebungen und die 1789 durch die Französische Revolution formulierten allgemeinen Menschenrechte werden im Gedicht durch die politische Inszenierung einer vermeintlichen Erklärung der Menschenrechte aufgegriffen, die hier zum Anlass genommen wird, den Fluch des Ewigen Juden aufzuheben. Bei Wihl legt Ahasver erstmals alle äußeren Merkmale ab, die ihn äußerlich als Ewigen Juden kennzeichnen und erscheint schließlich als ‚verbürgerlichter‘ Mensch.

## 10.Der ewige Jude– Johann Georg Fischer (1854)
1854 schrieb der Stuttgarter Dichter und Lyriker Johann Georg Fischer ein Gedicht unter dem Titel Der ewige Jude. Das Gedicht besteht aus 15 Strophen zu je vier Versen und wurde im Kreuzreim verfasst. Fischers Gedicht lässt sich einer Stilrichtung zuordnen, die Ahasver im 19. Jahrhundert mit anderen mythischen Gestalten verknüpft. Es lässt sich daher aus heutiger Perspektive dem Themenbereich der Parallelfiguren zuordnen.

### Inhalt
Ein lyrisches Ich schreitet auf seinen Wanderungen von Italien aus über die Alpen und erblickt in der Ferne das Meer. Den tobenden Ätna hat der Wandernde hinter sich gelassen und die Nacht ist angebrochen. Die Natur hat das lyrische Ich in seiner Gesamtheit längst erfasst. Urwald, Wüste und Palmen sind ihm keine unbekannten Dinge mehr. Das lyrische Ich gibt an, die gesamte Welt bereits gesehen zu haben und schon unzählige Male an allen Orten der Welt gewesen zu sein:
„Und was im tiefsten Urwald geht,/ Was durch die Wüsten brüllt,/ Was in den Palmen säuselnd weht,/ Es ist mir unverhüllt,/ Der, der zum Sehen verdammter Geist,/ Mit dem wandernden Sonnenstrahl,/ Mit Sommer und Winter die Welt umreist,/ So manches tausendmal./“
Das lyrische Ich zeigt sich überaus selbstbewusst und erklärt, bereits seit Anbeginn der Zeit – noch vor Heiden, Juden und Christen – auf der Welt gewesen zu sein und diese durchwandert zu haben. Die Gestalt, die eindeutig Züge des Ewigen Juden Ahasver trägt, bezeichnet sich daher selbst als „Janushaupt“ und ist stolz auf seine Funktion als Zeitchronist, die es selbst über die Götter erhebt. Es stellt sich als von den Göttern emanzipiertes Geschöpf dar und greift den Prometheus-Gedanken auf, indem es seine historischen Kenntnisse dazu nutzt, die Geschicke der Welt zu bestimmen und zu deuten. Hieraus leitet das lyrische Ich für sich selbst einen alles umfassenden Freiheitsgedanken ab, den ihm niemand zu nehmen im Stande sei. Wie Prometheus habe es durch seine allumfassenden Kenntnisse das Feuer aus dem Olymp der Götter auf die Erde herabgeholt zu den Menschen.
„Der mit dem schöp'rischen Gehirn,/ den göttlichen Aetherstrahl,/ Mit des Gedankens kühner Stirn/ Das Feuer vom Himmel stahl.“

### Deutung
Fischer vereint in seinem Gedicht zwei Interpretationslinien im Hinblick auf die Deutung des Ewigen Juden. Zum einen sei die Gestaltung der Figur gemäß den Forschungen Prosts (1905) und Soergels (1905) der Linie an Texten zuzuordnen, welche die Ahasver-Figur parallel zu anderen mythischen Gestalten wie etwa dem fliegenden Holländer oder Faust setze. Bei Fischer besitzt Ahasver somit einerseits Züge des Prometheus, verkörpert andererseits hierdurch jedoch auch den reinen Menschheits-Gedanken, wie er auch letztlich in Julius Mosens Epischem Gedicht Ahasver (1838) verarbeitet wird und sich in Robert Hamerlings Ahasver in Rom (1865) zur Idee des 'Weltgeistes' Ahasver auswächst.

## 11.Ahasver(inPhantasus) – Arno Holz (1886)
Ein eigentlich namenloses Gedicht innerhalb des Lyrikzyklus Phantasus von Arno Holz behandelt die Figur des Ewigen Juden unter dem Gesichtspunkt des eigenen Selbstverständnisses eines lyrischen Ichs. Das Gedicht wurde bereits 1886 im Sammelband Das Buch der Zeit. Lieder eines Modernen veröffentlicht und gehört zu den 13 ersten Gedichten, die für den später 1345 Seiten starken Lyrikzyklus verfasst wurden. Das Gedicht gliedert sich in vier Strophen zu je acht Versen und wurde im Paarreim verfasst.

### Inhalt
Ein lyrisches Ich befindet sich auf großer Fahrt über das Mittelmeer in Richtung Griechenland. Auf der Insel Kythira (franz. Cythère) trifft es mit seinen Mitreisenden auf den Ewigen Juden und beschließt, die Weiterfahrt mit seinen Mitstreitern nicht fortzusetzen, sondern bei Ahasver zu bleiben. Beide machen sich auf den Weg zu den Gärten des Okeanos. Ahasver gibt dem lyrischen Ich zu verstehen, dass lediglich diese Gärten es wert seien, die Zeit zu überdauern. Alles andere auf der Welt sei zu Recht dem Untergang geweiht. Ahasver fühlt die Verwandtschaft der Seelen zwischen dem lyrischen Ich, das deutscher Dichter ist, und sich selbst. Beide seien wie „zwei ähnliche Gesichter“, die auf ewig rast- und ruhelos durch die Welt wandern müssten. Das lyrische Ich beschließt schließlich, sich auf ewig Ahasver anzuschließen. Die Jahre vergehen und beide warten gemeinsam auf eine Rückkehr in die Gärten des Okeanos, um dort zu sterben.

### Deutung
Werker Zirus bezeichnet das Werk in seiner Stoffsammlung von 1928 als „phantastisch[en], originell[en] Einfall“. Holz greift hierbei in seinem Gedicht ein Motiv auf, dass aus chronologischer Perspektive erst zu späterer Zeit tatsächlich Bedeutung erlangt: die Selbstidentifikation des lyrischen Ichs mit der Figur des Ewigen Juden. Diese Denkweise wird zeitgleich etwa von Fritz Mauthner in seinem Roman Der neue Ahasver (1882) aufgegriffen und episch verarbeitet, erlangt in der Lyrik jedoch erst später eine nachhaltige Bedeutung etwa bei Nathan Birnbaum.

## 12.Ein Heine-Denkmal– Richard Dehmel (1895)
Ein Heine-Denkmal ist ein Gedicht von Richard Dehmel, das unter anderem in seinem Werk Lebensblätter. Gedichte und Anderes im Jahre 1895 veröffentlicht wurde. Das aus dreizehn unregelmäßigen Strophen zusammengesetzte Gedicht thematisiert das Verhältnis Deutschlands zu einem seiner berühmtesten Dichter – Heinrich Heine.

### Inhalt
Ein der Krone überdrüssiger Fürst, welcher im Gedicht die lyrische Stimme darstellt, bittet einen befreundeten unbenannten Bildhauer darum für ihn ein Denkmal des von ihm verehrten Heinrich Heine herzustellen. Durch dieses „Geschenk fürstlicher Menschenliebe“ erhofft der Monarch sich eine Versöhnung mit seinem ihm überdrüssigem Volk. Der Fürst bittet seinen Bildhauer außerdem darum, sein Anliegen einem anderen Herzensprojekt vorzuziehen, welchem diesem den Titel „der deutsche Michel, aus dem Schlaf erwachend“ zu geben gedenkt. In detaillierten Worten erklärt der Fürst seinem Künstler nun die genauen Vorstellungen zu seinem Werk. Der Bildhauer solle Heine bewusst schwächlich und kränklich auf einem Sockel sitzend, darstellen – das „müde Lächeln des getauften Juden“ so gut als möglich einfangen.
Von einem Schwein und einem Greif umringt, solle die Skulptur hinaus auf die Nordsee, zu seinem „Ahnherr Ahasver“ blicken. Dieser sei über das Meer nach Deutschland getrieben worden, die Schmerzen der Jahrtausende dauernden Judenverfolgung auf seinen Schultern spürend und auch von den Deutschen letztlich abgewiesen.
Weitere Ausschmückungen wie etwa die Darstellung eines kränklichen alten Mannes rechts hinter der Skulptur Heines, sowie eine Jungfrau und ein Affe sollen das Werk zusätzlich ergänzen und in bestem Sinne „deutsch verklärt“ sein. Der Fürst äußerst schließlich die Hoffnung, sein Bildhauer möge das Werk innerhalb eines Dreivierteljahres in der Zeit von März bis Dezember fertigstellen. Er wolle es seinem Volk zu Weihnachten schenken.

### Deutung
Appel (2022) betont, dass Dehmels Gedicht ähnlich wie bei Wedekind zentrale Aspekte von Ahasvers Figurenzeichnung auf die gewünschte Skulptur Heines überträgt. Statt einer majestätischen und ehrfürchtigen Gestalt ersinnt sich der Fürst eine kränkliche und schwache Darstellung Heines, der gebrochen und durch sein Marmor zur Passivität gezwungen ist und seine Position zwischen den unterschiedlichen gesellschaftlichen Strukturen erdulden muss. Zwischen der Jungfrau, dem wollüstigen Affen, dem deutschen Schwein, dem deutschen Adler und dem gebrochenen Juden wird der dargestellte Heine zur zerrissenen Figur, die zwischen unterschiedlichen Mächten zerrieben wird. Leiden, Passivität und die Hoffnung auf Erlösung würden somit zu den tragenden Merkmalen der Heinegestalt, die Ahasver anverwandt sei.

## 13.Opportunistische Zweifel / Sommer 1898– Frank Wedekind (1898)
Unter dem Pseudonym Ahasver erschien am 8. Oktober 1898 im dritten Jahrgang der Zeitschrift Simplicissimus ein Gedicht von Frank Wedekind über die Palästina-Reise des deutschen Kaisers Wilhelm II, die dieser vom 11. Oktober 1898 bis zum 26. November 1898 unternahm. Das Gedicht trägt den Titel Opportunistische Zweifel und thematisiert die Rückkehr des Ewigen Juden nach Jerusalem zum Zeitpunkt der Reise des Kaisers. Es besitzt fünf Strophen zu je elf Versen. Während die jeweils ersten acht Verse einer Strophe im Kreuzreim geschrieben sind, sind die letzten drei Verse als Paarreim organisiert.

### Inhalt
Nach langer ruheloser Wanderschaft ist dem Ewige Juden zu Ohren gekommen, dass sich der deutsche Kaiser auf dem Weg nach Jerusalem befindet: „Mir ist in der Ferne die Kunde geworden/ Es käme ein Herrscher gezogen von Norden./ Da setzte es vielleicht auch für mich einen Orden“. Die Kunde vom Einzug eines vermeintlichen neuen Heilsbringers in Jerusalem lässt den Ewigen Juden reumütig an seine eigene, frühere Konfrontation mit Jesus zur Zeit der Kreuzigung erinnern. Es offenbart sich dem Leser die Angst Ahasvers, bei einer erneuten Konfrontation mit dem vermeintlich 'gottgesandten' Kaiser, den eigenen Fluch zur ewigen Wanderschaft erneut zu erleiden.
„Wär' jener gekommen, wie dieser kommt heute./ Mit stolzem Gepränge und großem Geleite/ Ich wäre moralisch gegangen nicht Pleite“.
Ahasver klagt dem Leser, das es für ihn nur noch möglich sei, den früheren Heiland von dem jetzigen Kaiser durch äußere Merkmale voneinander zu unterscheiden, da seine Erinnerung an den ursprünglichen Grund für seine Verfluchung bereits stark verblasst ist. Der Ewige Jude beklagt sein Schicksal, dass von Einsamkeit, Zeitlosigkeit, Nachahmung und Wiederholung geprägt ist und einfach kein Ende findet. Der Ewige Jude beklagt aber auch, dass der Mensch grundsätzlich vor den Mächtigen sich zu verbeugen habe und keine Möglichkeit besitze tatsächlich an den Mächtigen Kritik zu üben, ohne nicht ständig erneut verflucht zu werden:
„Ja, wir Menschen stolpern blind/ Durch des Lebens Enge./ Oft ist leer wie Schall und Wind/ Alles Festgepränge./ Irrt man ehrfuchtvollen Blicks, Heil und Macht zu suchen,/ Kommt der Mächt’ge hinterrücks/ Einen zu verfluchen./ Es schwanken nicht nur an der Börse die Größen,/ Nichts bleibt uns inmitten von Püffen und Stößen/ Als ununterbrochen das Haupt zu entblößen.“

### Deutung
Wedekinds Ahasver-Figur thematisiert wesentliche zentrale Aspekte einer allgemeinen Ewigen-Juden-Figur wie A-Historizität, Unwissenheit bzw. Zweifel, Passivität und Mimikry. Der Ewige Jude ist bei Wedekind als zeitloses Konzept konstruiert, das – sich in einer fortwährenden Opferrolle befindend – immer wieder der Verfluchung durch den Menschen ausgesetzt sieht. Schmidt (200) sieht in dieser Figurenzeichnung auch eine deutliche Markierung von Wedekinds Ahasver als Jude, da dieser als 'Außenseiter', als für sich außerhalb der Gesellschaft stehende Identität angesehen werden kann. Die Wiederholung des Verfluchens, die Ahasver bei Wedekind immer wieder trifft sowie seine Versuche, sich durch Anpassung dieser Verfluchung zu entziehen wertet Schmidt (2009) ebenfalls als – auch unter antisemitischen Vorzeichen lesbare – neue Variante der Ahasver-Figur.

## 14.Ahasveros– Ernst Müller (1900)
Das dreistrophige Gedicht Ahasveros des österreichischen Zionisten und Anthroposophen Ernst Müller wurde am 21. Dezember 1900 im vierten Jahrgang der zionistischen Zeitschrift Die Welt veröffentlicht. Dieses kurze, im Kreuzreim verfasste Gedicht wendet sich im Wesentlichen gegen die Vorstellung der Unerlösbarkeit des Ewigen Juden, wie sie im Verlauf des späten 19. Jahrhunderts und des frühen 20. Jahrhunderts auch in der Literatur populär wird.

### Inhalt
Die lyrische Stimme des Gedichts spricht über das bisher unermessliche Leid des Ewigen Juden auf seiner langen, ruhelosen Wanderschaft und gibt ihm zu verstehen, dass dieses Leid in naher Zukunft zu Ende gehen werde. Denn Ahasver sei nicht auf ewig zur Rastlosigkeit verflucht, sondern könne seine Erlösung durch den Anbruch einer neuen Zeit erreichen. Die lyrische Stimme ist sich sicher:
„Deine Nacht wird wieder schwinden:/ Den neuen, unerhörten Tag/ Wird endlich Deine Hoffnung finden./ Die tausend Jahr’ im Staube lag.“
Letztlich macht die lyrische Stimme Ahasver deutlich, dass der Hass der Völker, der auf ihm lastet, in den „Strahlen neuen Sonnenlichts“ bald vergehen werde.

### Deutung
Das Gedicht Müllers gehört zu den wenigen Werken, die Ahasvers Zukunft positiv und nicht auf ewige Wanderschaft und Unerlösbarkeit ausgerichtet deuten. Vor dem Hintergrund des jüdischen Zionismus drückt das Gedicht die Hoffnung aus, dass die Hinwendung zu einer neuen Staatlichkeit auch das Leiden des Ewigen Juden beenden könnte.

## 15.Ahasvers Gebet– Ernst Müller (1901)
Das Gedicht Ahasvers Gebet – ebenfalls von Ernst Müller – wurde am 18. Oktober 1901 in der zionistischen Zeitschrift Die Welt veröffentlicht. Das fünfstrophige Gedicht, das im Kreuzreim verfasst wurde, verarbeitet die Ursprünge der Ahasver Figur vor dem Hintergrund der Ursprungsfigur des Ewigen Juden wie sie in der Kurzen Beschreibung auftritt vor dem Hintergrund einer Hinwendung zu einer neuen Zeit.

### Inhalt
Das lyrische Ich, das Ahasver selbst widerspiegelt, betet gen Himmel um Erlösung von seiner Qual, seiner ewigen Wanderschaft und seiner Ruhelosigkeit. Es sieht für sich selbst zwei Optionen – den endgültigen Tod oder die Wiedergeburt in einer wirklich neuen Zeit, die für ihn „Heimat und Seelengesang“ inkludieren müsse. Das lyrische ich möchte seine Wanderungen beenden und sich eine neue Heimat suchen. Mit einem letzten, beinahe wehmütigen Blick wendet sich das lyrische Ich ein letztes Mal der alten Zeit zu, bevor es sich – mit der Hilfe des Himmels – in Richtung einer neuen Heimat begibt.

### Deutung
Das Gedicht ist insbesondere durch die Bildung von Antithesen strukturiert. Durch Gegensätze wie z. B. „Sterben ist Frieden, Frieden ist Leben“ wird die Abtrennung der bisherigen Zeit von der nun kommenden Zeit sprachlich dargestellt. Zentral ist der Kontrast zwischen den alten Qualen des Ewigen Juden, die er mit dem Sterben assoziiert und dem Begriff der Heimat, der für ihn (Weiter)leben bedeutet. Auf diese Weise wird die Idee des Zionismus im Gedicht literarisch verarbeitet.

## 16.Ahasvers Fröhlich Wanderlied– Paul Mayer (1913)
Ahasvers Fröhlich Wanderlied ist ein ironisch-sarkastisch gehaltenes Gedicht des deutsch-jüdischen Lektors und Übersetzers Paul Mayer. Es wurde erstmals am 29. Januar 1913 in der von Franz Pfemfermt veröffentlichten Zeitschrift Die Aktion publiziert und richtet seinen Fokus als eines der wenigsten Ahasver-Gedichte auf die antisemitischen Vorstellungen vom sexuell hyperaktiven Juden. Das Gedicht umfasst insgesamt acht Strophen zu je fünf Versen.

### Inhalt
Ein lyrisches Ich, das sich selbst „der Wurzelose“ nennt, stellt dem Leser seine Ungebundenheit zur Schau. Es ist nicht verheiratet und besitzt auch keine anderen Bindungen. Den Verweis auf seine Ungebundenheit nutzt das lyrische Ich, um sich gegenüber allen anderen Menschen als erhaben und höherwertig zu charakterisieren. Durch Verweise auf seine stetige Wanderschaft und die Verfluchung durch Jesus Christus weist sich das lyrische Ich dem Leser gegenüber als Ahasver aus. Doch trotz aller negativer Erfahrungen sei Ahasver immer noch „Der Meistbegehrte“ und andere Menschen würden ihm mit „Neidgeschreie“ begegnen. Für das lyrische Ich sei es kein Kunststück, unzählige Frauen zu verführen und in ihnen Bewunderung und Begehren auszulösen. Auf diese Weise sei der Ewige Jude in der Lage, die von seinen Feinden vorgetäuschten christlichen Werte zu dekonstruieren und ihre Sündenhaftigkeit auf der Basis ihres sexuellen Verlangens zu dekonstruieren. Durch seine stetige sexuelle Aktivität sei es Ahasver somit beständig möglich, sich immer und immer wieder fortzupflanzen.

### Deutung
Ahasver ist im Gedicht sowohl ohne Identität als auch ohne Geschichte. Seine Ungebundenheit ist allumfassend. Dies ermöglicht Ahasver neben den bekannten negativen Kern-Mythologemen auch eine freie sexuelle Entfaltung. Alle negativen Elemente, die Ahasver üblicherweise als gemarterten, verfluchten und rastlosen Charakter zeigen, nutzt Mayer, um ihm die Fähigkeit zur sexuellen Enthemmung einzuschreiben. Sexuell konnotierte Begriffe wie „der Wanderstock“, „meine Gabe“ oder „Spiele“ deuten an, dass dem Ewigen Juden gerade durch seine A-Historizität und Unsterblichkeit die Möglichkeit zur uneingeschränkten Auslebung seiner Lust offen steht. Mayer konterkariert somit die Vorstellung des antisemitischen Klischees vom sexuell hyperaktiven Juden und wendet alle Stigmata, die erst durch die Verbreitung der antisemitischen Legende entstanden sind, gegen die Antisemiten selbst.

## 17.Ahasvers Ende– Hans Reinhart (1916)
Das Gedicht Ahasvers Ende ist ein am 1. Oktober 1916 in der schweizerischen Halbmonatsschrift Wissen und Leben erstmals abgedrucktes literarisches Werk von Hans Reinhart. Es umfasst siebzehn Strophen unterschiedlicher Versanzahl, das nur partiell mit Endreimen arbeitet. Das bestimmende Stilmittel des Textes ist die Alliteration.

### Inhalt
Die Erde ist ein zerstörter Ort geworden. Ahasver sitzt am Rande der Welt, die – „vom Weltenwirbelwind wild durchwühlt“ – Naturkatastrophe nach Naturkatastrophe zu überstehen hat. Stück für Stück brechen Teile der Erde auseinander und fallen in die Weite des Weltalls hinab. Letztlich ist die gesamte Welt vernichtet: „Mit dumpfem Donnern barst der letzte Rest/ Des lebensmüden, morschen Menschenreichs/ Und schwand im Nichts“. Felsen, die Ahasver den Tod bringen sollten, das Meer, indem er sich zu ertränken hoffte und selbst der Grund seines Fluches – das christliche Kreuz – sind verschwunden. Doch anders als in der Kurzen Beschreibung angeklungen, ist Ahasver selbst nach der Zerstörung der Welt kein Tod vergönnt. Nach Flüchen gegen Gott schläft er schließlich ein und träumt von schrecklichen Gestalten, die den Kampf um eine neue Welt aufnehmen.
„Gestalten, Glieder, Köpfe, grass verzerrt,/ Mit fürchterlichen Fratzen angetan;/ In Scharen, dort ein schleimig Schlammgebild,/ (...) Grau glotzten Krötenaugen, Schlangenleiber/ (...) Ein Kampf um Tod und Leben war's. Mit Gier/ Frass jede Kreatur die andere auf und warf, Zehnfach vermehrt, sie leben wieder aus.“
Als der Kampf der zahlreichen Wesen um die Neuschöpfung der Erde ihr Ende findet, erwacht Ahasver aus seinem Traum. Er ist der letzte verbliebene Mensch auf einer neu entstandenen Erde und stirbt schließlich im Moment des ersten Sonnenaufgangs der neuen Welt.

### Deutung
Gemäß den Ausführungen nach Appel (2022) stelle Reinhart als einer der ersten Autoren seiner Ahasver-Figur die Erlösung nur noch nach der Zerstörung der gesamten Welt in Aussicht. Erst die Vernichtung der Menschheit und des Planeten, die eine neue Genesis zur Folge haben würde, wäre es dem Ewigen Juden vergönnt, zu sterben: „Der Ewige Jude überlebt alle Zeiten und erst in Folge der Entstehung einer neuen Erde vermag er auf dieselbe zurückzukehren und dort friedlich einzuschlafen.“  Dieser Tod sei allerdings keineswegs als Tätigkeit der Milde zu verstehen, da ihn sein Sterben unmittelbar nach der Entstehung der neuen Welt zugleich als ein reaktionäres Relikt der alten Welt auszeichne.

## 18.Ahasver besingt die Weltgeschichte– Günther Anders (1935)
Ahasver besingt die Weltgeschichte ist ein Gedicht des Philosophen und Dichters Günther Anders aus dem Jahr 1935, welches unter anderem in dem Gedichtband Tagebücher und Gedichte aus dem Jahre 1985 unter der Überschrift Jüdisches veröffentlicht wurde. Das kurze Gedicht besitzt insgesamt fünf Strophen zu je sechs Versen. Das Reimschema der einzelnen Strophen entspricht der eines Sechszeilers mit der Reimung ababcc. Als literarische Stilmittel bestimmen rhetorische Fragen und Epiphern das Gedicht.

### Inhalt
Ein lyrisches Ich begegnet auf seinen Wegen der Geschichte, die als Personifikation durch die Welt zieht und auf ihrer Reise Weltreiche vernichtet. Die Geschichte selbst ist stumm und tritt als zerstörerische Gewalt auf, die wie die Menschen im Allgemeinen lediglich auf die Zerstörung ihrer eigenen Existenz ausgerichtet ist. Das lyrische Ich ist die einzige Entität, die von der Zerstörungswut der Riesin verschont bleibt, dies aber bedauert, da es sich hierdurch allein gelassen und einsam fühlt.
„Ich allein geh nicht zugrunde,/ ich alleine muß entrinnen,/ ich mit jeder Monatsrunde/ jedes Mal von vorn beginnen,/ ich alleine bleib verschont,/ weil ich nichts bin, das ihr lohnt.“
Als ewig Lebender sieht es das lyrische Ich folglich als seine Aufgabe an, die Namen und Erinnerungen aller zu bewahren, die im Laufe der Geschichte ausgelöscht und vergessen werden. Innerlich hegt es jedoch den unerfüllbaren Wunsch, selbst sterben und sich unter den Kreis der Toten begeben zu dürfen.

### Deutung
Bei Anders ist Ahasver nicht bloß Welt- und Zeitchronist, sondern ähnlich wie bei Wedekind eine a-historische Figur, die im Gedicht als Kontrastfigur zur personifizierten Geschichte auftritt. Zwar sammelt er wie in Egon Erwin Kischs Erzählung Der tote Hund und der lebende Jude die Geschichten und Namen der Verstorbenen, tut dies jedoch eher im Sinne einer zwanghaften Tätigkeit. Sein eigenes Streben hingegen ist auf den individuellen Tod ausgerichtet. Neben dem Kern-Mythologem des Zweifels erfüllt diese Figur nach Appel (2022) auch das Figurenmerkmal der Wiederholbarkeit.

## 19.Chor der Wandernden– Nelly Sachs (1947)
Der Chor der Wandernden ist ein Gedicht aus dem Gedicht-Zyklus Chöre nach der Mitternacht der jüdischen Dichterin und Nobelpreisträgerin Nelly Sachs. Der Zyklus ist Bestandteil des Gedichtbandes In den Wohnungen des Todes, der neben den Chören auch drei weitere Gedicht-Zyklen enthält und erstmals 1947 publiziert wurde.

### Inhalt
Eine namenlos bleibende Gruppe von Stimmen klagt über ihr Schicksal und das ihrer Vorfahren. Mit Fetzen bekleidet, getrieben und verzweifelt wandern sie ohne Rast durch die Welt, von der sie verachtet und verstoßen wird. Trauer und Qual sind zur Nahrung dieser vertriebenen Menschen geworden. Bitten um Einlass und Hilfe werden von Seiten anderer Individuen abgelehnt. Die Hoffnung gibt die Gruppe jedoch nicht auf, eines Tages hinter einer der Türen „das Reh, de[n] waisenäugig[en] Israel der Tiere“ erblicken zu können, der ihre Erlösung bedeuten könnte.
Der Staub, den die namenlose Gruppe unter den Füßen trägt, entspricht dem Staub, zu dem die Vorfahren der Gruppe nach ihrem Tod auf Wanderschaft geworden sind. Trotz der verbleibenden Hoffnung formuliert die Gruppe von Stimmen jedoch auch eine Warnung an zukünftige Generationen, das fehlende Hilfe für ihre eigenen Nachfolger der gesamten Menschheit ewig zu Last fallen würden.

### Deutung
Als Gedicht des Mittelbaus bildet der Chor der Wandernden in Form der „Kollektivdichtung“ den Übergang von einer, auf die vergangenen Greul gegen die Juden ausgerichteten Anklage der Täter und Mitwisser hin zu einer Hoffnung auf einen Neuanfang im Umgang der Menschen miteinander. Wanderschaft, Rastlosigkeit und Erlösungshoffnung zeichnen das polyphone Wir des Gedichts hierbei als Ewige–Juden–Figuren aus, für die das Wandern ein Zwang und ein Fluch zugleich ist.
Symbolisch tritt die Türschwelle, an der der Ahasver der Flugschriften Jesus einst die Rast versagte, in Nelly Sachs‘ Gedicht wieder auf und markiert den verbotenen, glückseligen Raum, der den Ewigen–Juden–Figuren im Gedicht verwehrt bleibt. Durch die Stimmen der Gequälten werden im Gedicht sowohl die trauernde Perspektive auf die bereits verstorbenen Juden wie auch die Hoffnung auf eine Errettung der Hinterbliebenen gleichermaßen betont.

## 20.Ahasver– Marie Luise Kaschnitz (1957)
Ahasver ist ein aus dem Zyklus Neue Gedichte (1957) stammendes Gedicht von Marie Luise Kaschnitz. Im fünften Band ihrer Gesammelten Werke wird das Gedicht unter der Rubrik Balladen aufgeführt. Es knüpft in bedeutender Weise an diejenigen Gedichtinterpretationen an, welche die Figur des Ewigen Juden nach der Jahrhundertwende zunehmend als pluralistische Gestalt auffassen.

### Inhalt
Ein lyrisches Ich berichtet von den Begegnungen mit Ahasver in London, als dieser gerade vorhat im vornehmen Hotel Ritz abzusteigen. Der Fremde, der gemäß den Aussagen des lyrischen Ichs „fünfzig Jahre alt oder fünfzigtausend [war]“ wirkt weltverdrossen. Auf dem Weg in den siebten Stock, in dem sein Zimmer liegt, sieht der Ewige Jude sein eigenes Spiegelbild in der „Spiegelkammer“ des Aufzugs und erkennt in diesem „die alten Augen [...] des anderen Herrn Ahasver“. Auch in der Teekanne, die in seinem Hotelzimmer steht, erkennt er ein mehrfach zersprungenes und verzerrtes Spiegelbild von sich selbst. Zurückgezogen in seinem Zimmer nimmt der Ewige Jude dort seinen Tee ein, den er zuvor vergiftet hat, um sich selbst umzubringen. Im Angesicht des nahenden Todes verspürt der Ewige Jude jedoch nichts. Der Tod erscheint im als Banalität. Nach seinem Zusammenbruch wird er von einem Kellner gefunden und gegen seinen Willen gerettet.

### Deutung
In mehrerer Hinsicht stellt Kaschnitz Gedicht die Bedeutung der Ahasver-Figur nach dem Martyrium der Shoah aus. Anders als bei Gertrud Kolmar oder Nelly Sachs ist das lyrische Ich in Ahasver aber kein Bestandteil der Leidenden mehr, sondern nimmt einen Beobachterstatus ein. Ahasver allein ist es, der die „Karte der Leiden“ in Form von Wunden auf seinem Rücken trägt, sie wahrnimmt und unter einem seidenden Gewand verbirgt. Die Leidensmetaphorik, die unter anderem auch in Kolmars Gedicht Ewiger Jude deutlich hervortritt, ist jedoch auch in diesem Gedicht noch präsent. Die Begegnung zwischen Ahasver und dem lyrischen Ich wird dabei – ähnlich wie bei Walter Mehring – in der Vergangenheitsform geschildert, sodass unter anderem Appel (2022) für beide Gedichte konstatiert:
„Sowohl bei Kaschnitz als auch bei Mehring wird die Ahasver-Gestalt (...) als pluralistische Identität aufgefasst. (...) Bei Marie Luise Kaschnitz ist der Tod - präsentiert als ,Kern-Mythologem erduldeten Leidens' schmerzhafte Vergangenheit, denn ihre Figur scheint zu spüren, dass sie im Geiste bereits mehrfach gestorben ist.“

## 21.Der Wanderer– Walter Mehring (1966)
Ein Jahr vor seinem Gewinn des Fontane-Preises verfasste der jüdische, insbesondere für seine Satiren bekannte Schriftsteller Walter Mehring das Gedicht Der Wanderer. Das aus 32 Versen bestehende Gedicht, welches stark mit dem Stilmittel des Enjambements arbeitet, thematisiert die außerchronologische Position der Ahasver-Figur vor dem Hintergrund seiner unendlich anmutenden, prinzipiell ahistorischen Geschichte.

### Inhalt
Ein lyrisches Ich berichtet von Begegnungen mit verschiedenen Wanderern, deren Schicksale an ihrer krummen Körperhaltungen zu erkennen gewesen seien. Das lyrische Ich empfindet Mitleid für diese Gestalten, die scheinbar durch eine unbekannte Macht – „die werwolfäugige/ Meute“ – durch verschiedene Länder gehetzt, aus ihrem Heimatland vertrieben und sogar von vertrauten Orten verjagt worden seien. Durch die stetige Pein gequält und geschwächt, sei die Flucht der Wanderer zu einer immer stärkeren „verlangsamte[n] Hast/ mit schon beerdigten Füßen“ geworden. Das lyrische Ich jedoch erkennt, dass diese panische Flucht der Wandersleute schließlich auf alle Menschen übergehen werde und sich am Ende vielleicht die Chance böte, eine neue Weltordnung ohne die Gründe für das gehetzte Leben der Wanderer zu schaffen: „Gerät sie ins Rollen einmal, die Völkerlawine,/ Begräbt sie Ahasver am Ziel...“

### Deutung
Wie auch bei Gertrud Kolmar und Nelly Sachs ist das Figurenkonzept in Mehrings Gedicht multipersonell angelegt. Bereits der erste Vers macht die multiperspektivische Sichtweise wie auch die ahistorische Sicht auf die Figur des Ewigen Juden durch das lyrische Ich besonders deutlich. Die Verfolgungen der Wandernden durch die umgebenden Menschen nimmt dabei noch deutlich Bezug auf die Jahre der nationalsozialistischen Verfolgung. Das gewählte Präteritum und Perfekt, in denen das Gedicht (mit Ausnahme der letzten beiden Verse) verfasst ist, zeige gemäß den Ausführungen nach Appel (2022) allerdings auch, dass es sich bei den Beobachtungen des lyrischen Ichs bereits um eine „abgelebte Vergangenheit“ handele, die im Kontrast zu den Erwartungen an die Zukunft stünde.